# 擬刺新鰻鯰
擬刺新鰻鯰，為輻鰭魚綱鯰形目鰻鯰科的其中一種，分布於西澳大利亞金伯利的淡水流域，體長可達35公分，為底棲性魚類，棲息在沙石底質的溪流，屬肉食性，生活習性不明。

## 擴展閱讀
維基物種上的相關：擬刺新鰻鯰